# Rolando (jeu vidéo)
Pour les articles homonymes, voir Rolando.
Rolando est un jeu vidéo de plates-formes développé par HandCircus et édité par ngmoco, sorti en 2008 sur iOS. Il a pour suite Rolando 2: Quest for the Golden Orchid. La musique du jeu est de Mr. Scruff.

## Système de jeu
Le jeu est proche du gameplay et de l'univers de LocoRoco.